# 106-й пограничный отряд войск НКВД
106-й пограничный отряд войск НКВД — соединение пограничных войск НКВД СССР, принимавшее участие в Великой Отечественной войне.

## История
Сформирован в июне 1940 года в составе войск НКВД Белорусского округа.
На 22 июня 1941 года отряд, насчитывая 2097 человек личного состава, находился на обороне границы на участке протяжённостью 180 километров на юг-юго-восток от шоссе Таураге-Тильзит.
В состав отряда входили 1-я пограничная комендатура и 1-я резервная пограничная застава (Таураге) в составе 1-й — 5-й пограничных застав, 2-я пограничная комендатура и 2-я резервная пограничная застава (Юрбаркас) в составе 6-й — 8-й пограничных застав, 3-я пограничная комендатура и 3-я резервная пограничная застава (Кудиркос-Науместис) в составе 9-й — 12-й пограничных застав, 4-я пограничная комендатура и 4-я резервная пограничная застава в составе 13-й — 15-й пограничных застав (Кибартай), манёвренный отряд, комедантский взвод, взвод связи, автовзвод, контрольно-пропускной пункт «Вирбалис» . Входил в состав Управления пограничных войск НКВД Белорусского округа.
Штаб отряда находился в Таураге.
В составе действующей армии с 22 июня 1941 по 1 сентября 1941 года.
В 2 часа 22 июня 1941 года поднят по тревоге и занял имеющиеся оборонительные сооружения. В первые же часы начала войны был смят (тем не менее, не везде, так 4-я комендатура, 15-я пограничная застава и КПП «Вирбалис», укрывшись в зданиях вели бой до вечера 22 июня 1941 года, вышло к своим всего 5 пограничников) и по-видимому отступил в полосу дивизий РККА.
Отойдя от границы, остатки отряда приступили к охране тыла 8-й армии. В течение июля 1941 года пограничники разгромили в лесных районах близ Чудского озера три диверсионные группы общей численностью более 200 человек, ликвидировали воздушный десант, выброшенный в тыл 8-й армии и имевший задачу перерезать шоссе Таллин — Ленинград.
1 сентября 1941 года расформирован.
Из воспоминаний воина отряда :
«Почти никого не осталось из моего Таурагского пограничного отряда. Сколько я ни искал своих сослуживцев, а нашел только двух: начальника 106-го отряда полковника Головкина Леонтия Афанасьевича и заместителя по политической части коменданта 4-й Кибартайской пограничной комендатуры Ефима Нехаева, который навестил меня в 1949 году. Это был полный инвалид, плохо видящий и плохо передвигающийся от полученных ранений при защите города Кибартай. Несмотря на то что он уже не служил в пограничных войсках много лет, ко мне пришел в зеленой пограничной фуражке... Больше я никого не встречал».

## Командиры
- подполковник Головкин Леонид Афанасьевич

## Память
- Памятник в районе Шакяй. На мемориальной доске - надпись: «Имя твоё пока не известно. Подвиг твой бессмертен. На этом месте в 4 часа утра 22 июня 1941 года был убит первый часовой пограничник 12-й погранзаставы 3-й комендатуры 106-го погранотряда НКВД СССР. И началась война с фашистской Германией».